# Пермски край
Пермски край е субект на Руската федерация, разположен в Европейска Русия, в Приволжкия федерален окръг. Площ 160 236 km2 (23-то място по големина в Руската Федерация, 0,94% от нейната площ). Население на 1 януари 2017 г. 2 632 097 души (18-о място в Руската Федерация, 1,79% от нейното население). Административен център град Перм. Разстояние от Москва до Перм 1386 km.

## Историческа справка
Първият руски град Чердин в региона е основан през 1472 г., а в края на ХVІІІ в. за градове са признати Перм (1780 г.), Кунгур и Соликамск (1781 г.). На 3 октомври 1938 г. е създадена Пермска област, която е отделена от състава на бившата Уралска област и включва в своя състава Коми-Пермяцкия автономен окръг. На 1 декември 2005 г. е образуван Пермски край в резултат на обединяването на Пермска област и Коми-Пермяцкия автономен окръг в съответствие с резултатите от референдума, проведен на 7 март 2003 г., когато над 83% от населението на двата субекта гласуват „За“ обединението.

## Географска характеристика
Пермски край е разположен в североизточната част на Източноевропейската равнина и по западните склонове на Среден и Северен Урал, като 99,8% от територията му е в европейската част на Русия, а 0,2% – в азиатската част. На северозапад и север граничи с Република Коми, на изток – със Свердловска област, на юг – с Република Башкортостан, а на запад – с Република Удмуртия и Кировска област. В тези си граници заема площ от 160 236 km2 (23-то място по големина в Руската Федерация, 0,94% от нейната площ).
В източната част на края са разположени предпланинските части и същинските хребети на Среден и Северен Урал с максимална височина връх Тулимски Камен 1469 m. В останалите райони преобладава хълмиста и вълниста равнина, простираща се от север на юг през централната част на края. На запад са разположени източните части на Верхнекамското възвишение (височина 200 – 300 m), продължаващо в централните части на края под името Оханско възвишение, на северозапад – слаборазчленените хълмове на възвишението Северни Ували (височина 200 – 250 m), на юг – ниското Тулвинско възвишение, а на югоизток – северната периферия на Уфимското плато, т.нар. Силвински кряж, в който силно са развити карстовите форми (Кунгурска пещера).
Пермския край е богат на полезни изкопаеми: нефт, природен газ, калиево-магнезиеви соли, каменна сол, торф, въглища, хромити.
Климатът в региона е умереноконтинентален. Зимата е снежна, продължителна, а лятото е умерено топло. Средната януарска температура е от -18 °C на североизток до -15 °C на югозапад, а средната юлска съответно от 16 °C до 18,5 °C. Периодът с температури над 10 °C е от 100 до 125 денонощия. Годишната сума на валежите е от 450 до 600 mm на югозапад до 800 mm на североизток.
В Пермски край има 29 179 реки и потоци (с дължина над 1 km) с обща дължина 90 014 km. Над 99% от територията на края попада във водосборния басейн на река Кама, ляв приток на Волга, от басейна на Каспийско море, а останалия 1% са малки реки на северозапад и север, принадлежащи към водосборните басейни на реките Северна Двина и Печора, вливащи се в Северния ледовит океан. Главната река в Пермски край е Кама, протичаща през него от север на юг със своите притоци: Весляна, Вишера с Колва, Яйва, Косва, Чусовая със Силва (леви притоци) и Коса, Инва, Обва (десни притоци). Реките, водещи началото си от склоновете на Урал протичат между планински хребети в широки долини и имат бавно течение. Реките, течащи на юг, югозапад, запад и северозапад са с равнинен характер, с широки долини, множество меандри и бавни течения. Подхранването на реките в региона е смесено като преобладава снежното (50 – 60%). За тях е характерно ясно изразено пролетно пълноводие, лятно-есенно маловодия, прекъсвано от епизодични прииждания в резултат от поройни дъждове и ясно изразено зимно маловодие. Реките в края замръзват през втората половина на ноември, а се размразяват в края на април или началото на май.
На територията на Пермския край има над 5,8 хил. естествени и изкуствени езера с обща площ над 3,2 хил.km2. Голяма част от естествените езера са крайречни старици, реликтови в заблатените райони на север и карстови – на юг. Най-голямото естествено езеро в Пермски край е ерозионно-карстовото Чусовско езеро (18 km2), разположено в най-северната част. Най-големите изкуствени водохранилища са: Камското и Воткинското на река Кама и Широковското на река Косва.
В почвената покривка подзолистите почви заемат 38%, ливадно-подзолистите 40%, сивите горски почви и деградираните черноземи 2,4% (на югозапад), блатните 6,8%, други 12,8%. около 60% от територията на края е заета от гори. Разпространени са средно и южноиглолистни смърчови гори, а на юг – смесени широколиство-смърчови гори с примеси на сибирска ела. В югоизточните части има лесостепна растителност. Запасите от дървесина се изчисляват на 1,24 млрд. m3, в т.ч. иглолистни – 1 млрд. m3.

## Население
На 1 януари 2017 г. на територията на Пермски край живеят 2 632 097 души (18-о място в Руската Федерация, 1,79% от нейното население).
Национален състав по данни от преброяването през 2010 г. В таблицата са описани всички етноси с над 4 хил. души
- Руснаци – 2 191 423 (87,1 %)
- Татари – 115 544 (4,6 %)
- Коми-пермяки – 81 084 (3,2 %)
- Башкири – 32 730 (1,3 %)
- Удмурти – 20 819 (0,8 %)
- Украинци – 16 269 (0,6 %)
- Беларуси – 6570 (0,3 %)
- Немци – 6252 (0,3 %)
- Чуваши – 4715 (0,2 %)
- Марийци – 4121 (0,2 %)

Общо в Пермски край живеят представители на 125 етноса.

## Административно-териториално деление
В административно-териториално отношение Пермски край се дели на 8 краеви градски окръга, 40 муниципални района, 25 града, в т.ч. 14 града с краево подчинение (Александровск, Березники, Гремячинск, Губаха, Добрянка, Кизел, Краснокамск, Кудимкар, Кунгур, Лисва, Перм, Соликамск, Чайковски, Чусовой) и 11 града с районно подчинение и 27 селища от градски тип.
| Административна единица | Площ (km2) | Население (2017 г.) | Административен център | Население (2017 г.) | Разстояние до Перм (в km) | Други градове и сгт с районно подчинение                                                                |
| ----------------------- | ---------- | ------------------- | ---------------------- | ------------------- | ------------------------- | --- |
| Краеви градски окръзи   |            |                     |                        |                     |                           | |
| V. Перм                 | 803        | 1 048 011           | гр. Перм               | 1 048 011           |                           | |
| І. Березники            | 66         | 145 115             | гр. Березники          | 145 115             | 278                       | |
| 9. Губаха               | 1010       | 34 586              | гр. Губаха             | 20 289              | 142                       | Углеуралски, Широковски                                                                                 |
| ІІІ. Кудимкар           | 25         | 31 265              | гр. Кудимкар           | 31 265              | 104                       | |
| ІV. Кунгур              | 69         | 66 157              | гр. Кунгур             | 66 157              | 101                       | |
| 23. Лисва               | 3700       | 73 766              | гр. Лисва              | 62 592              | 135                       | |
| VІ. Соликамск           | 167        | 94 628              | гр. Соликамск          | 94 628              | 368                       | |
| ІІ. Звездни             | 91         | 9303                | сгт Звездни            | 9303                | 35                        | |
| Муниципални райони      |            |                     |                        |                     |                           | |
| 1. Александровски       | 5530       | 28 386              | гр. Александровск      | 12 841              | 185                       | Всеволодо-Вилва, Яйва                                                                                   |
| 2. Бардимски            | 2382       | 25 202              | с. Барда               |                     | 168                       | |
| 3. Березовски           | 1977       | 15 479              | с. Березовка           | 6904                | 136                       | |
| 4. Болшесосновски       | 2220       | 12 612              | с. Болшая Соснова      | 4432                | 154                       | |
| 5. Верешчагински        | 1621       | 40 270              | гр. Верешчагино        | 22 194              | 120                       | |
| 6. Гайнски              | 14 934     | 12 149              | с. Гайни               | 4050                | 380                       | |
| 7. Горнозаводски        | 7065       | 23 984              | гр. Горнозаводск       | 11 477              | 192                       | Бисер, Кусе-Александровски, Медведка, Нововилвенски, Пашия, Промисла, Сарани, Стари Бисер, Тьоплая Гора |
| 8. Гремячински          | 1321       | 11 319              | гр. Гремячинск         | 9011                | 174                       | Усва |
| 10. Добрянски           | 5193       | 56 458              | гр. Добрянка           | 33 083              | 91                        | Полазна                                                                                                 |
| 11. Еловски             | 1449       | 9311                | с. Елово               | 5334                | 230                       | |
| 12. Илински             | 3069       | 19 029              | с. Илински             | 6288                | 117                       | гр. Чермоз                                                                                              |
| 13. Карагайски          | 2394       | 21 468              | с. Карагай             | 6682                | 106                       | |
| 14. Кизеловски          | 1390       | 20 525              | гр. Кизел              |                     | 166                       | |
| 15. Кишертски           | 1401       | 11 767              | с. Уст Кишерт          | 4617                | 121                       | |
| 16. Косински            | 3459       | 6455                | с. Коса                | 2383                | 354                       | |
| 17. Кочевски            | 2718       | 10 263              | с. Кочево              | 3504                | 278                       | |
| 18. Красновишерски      | 15 376     | 20 629              | гр. Красновишерск      | 15 587              | 489                       | |
| 19. Краснокамски        | 957        | 74 044              | гр. Краснокамск        | 53 864              | 37                        | Оверята                                                                                                 |
| 20. Кудимкарски         | 4741       | 22 968              | гр. Кудимкар           |                     | 201                       | |
| 21. Куедински           | 2616       | 24 984              | с. Куеда               | 9551                | 210                       | |
| 22. Кунгурски           | 4416       | 42 135              | гр. Кунгур             |                     | 101                       | |
| 24. Нитвенски           | 1655       | 42 071              | гр. Нитва              | 18 804              | 84                        | Новоилински, Уралски                                                                                    |
| 25. Октябърски          | 3445       | 28 056              | сгт Октябърски         | 9961                | 229                       | Сарс |
| 26. Ордински            | 1418       | 14 878              | с. Орда                | 5375                | 133                       | |
| 27. Осински             | 2057       | 28 786              | гр. Оса                | 21 072              | 146                       | |
| 28. Охански             | 1516       | 16 126              | гр. Оханск             | 7072                | 73                        | |
| 29. Очорски             | 1330       | 22 834              | гр. Очор               | 14 240              | 125                       | Павловски                                                                                               |
| 30. Пермски             | 3753       | 107 986             | гр. Перм               |                     |                           | |
| 31. Сивински            | 2517       | 14 101              | с. Сива                | 4659                | 161                       | |
| 32. Соликамски          | 5420       | 16 320              | гр. Соликамск          |                     | 368                       | |
| 33. Суксунски           | 1977       | 19 632              | сгт Суксун             | 8127                | 156                       | |
| 34. Уински              | 1555       | 10 647              | с. Уинское             | 4304                | 191                       | |
| 35. Усолски             | 4544       | 14 233              | гр. Усоле              | 6236                | 343                       | |
| 36. Чайковски           | 2155       | 105 241             | Чайковски              | 83 486              | 260                       | |
| 37. Частински           | 1632       | 12 920              | с. Частие              | 4859                | 239                       | |
| 38. Чердински           | 20 873     | 20 731              | гр. Чердин             | 4687                | 470                       | Нироб                                                                                                   |
| 39. Чернушински         | 1676       | 50 652              | гр. Чернушка           | 33 010              | 250                       | |
| 40. Чусовски            | 3496       | 68 073              | гр. Чусовой            | 45 291              | 136                       | Калино, Лямино, Скални                                                                                  |
| 41. Юрлински            | 3803       | 8656                | с. Юрла                | 4094                | 246                       | |
| 42. Юсвински            | 3080       | 17 886              | с. Юсва                | 4679                | 222                       | |

## Селско стопанство
Отглежда се едър рогат добитък, птици, фуражни, зърнени култури, картофи, зеленчуци. Има пчеларство.
| хиляди хектара | 2118 | 1850,3 | 1501,9 | 1289 | 999,5 | 795,2 | 757,2 |